# Étude longitudinale
Une étude longitudinale est une étude résultant du suivi d'une population ou d'un phénomène dans le temps en fonction d'un événement de départ. 
L’objectif de la recherche longitudinale est de cartographier un développement sur une période spécifique. Une comparaison peut être faite entre la mesure de début et celle de fin (et des mesures intermédiaires) d’un phénomène particulier. Ainsi, l'étude longitudinale s'oppose conceptuellement à l'étude transversale qui s'intéresse à un phénomène à instant t. Ainsi, le temps est un critère déterminant pour observer un phénomène dans le cadre d'une étude longitudinale selon les conditions suivantes : 
- les données recueillies portent sur au moins deux périodes distinctes ;

- les sujets sont identiques ou au moins comparables d’une période à l’autre[1].

Les études longitudinales sont notamment utilisées dans les domaines de la démographie, de la sociologie et de la psychologie. 
Par exemple, on étudiera les divorces dans la promotion de mariages (événement de départ) 1967. On considérera alors les mariages constitués en 1967 et on organisera leur suivi dans le temps de façon à quantifier les divorces.
L'étude de Dunedin est un des exemples les plus connus d'étude longitudinale.